# 納粹德國在二戰中的特遣軍團列表
特遣集团军（德語：Armeegruppe）是德国军事史上主要编队的类型，曾經在第一次世界大战期间德意志帝国陆军和第二次世界大战期间德国国防军使用。
這個詞這裡對應的是德語Armeegruppe，虽然这个词字面翻譯等同於army group，面意思是集团军群，但德语中相当于集团军群的單位是Heeresgruppe。Heeresgruppe被设计为永久性的，而Armeegruppe類型的集团军群通常是执行特定军事任务的临时编队，故而這裡翻譯為特遣集团军。
集团军群的编队通常以地理区域（例如库尔兰集团军群）、地理方向（例如北方集团军群）命名，甚至以简单的字母命名（例如A集团军群）；而特遣集团军类型的集团军群通常以他们的指挥官的名字命名，例如以菲利克斯·施泰纳的名字命名的施泰纳集团军群。

## 第一次世界大戰
集团军群指的是军队的一部分，通常由两到三个军组成，由临时参谋部统一组成。特遣集团军是为执行特定作战任务而临时组建的，通常很快就会解散。其中一些由于长期存在而取得了更大的意义，例如在1914年安特卫普围攻期间。
- 貝瑟勒集团军群（漢斯·馮·貝瑟勒）
- 加维茨集团军群（马克斯·冯·加维茨）
- 格罗瑙集团军群（汉斯·冯·格罗瑙）
- 马维茨集团军群（格奥尔格·冯·德·马维茨）
- 利兹曼集团军群（卡尔·利兹曼）
- 埃本集团军群（约翰内斯·冯·埃本）

## 第二次世界大戰

### 重组
- G集团军群（1944年4月下旬组建，9月9日起为G集团军群；下轄第1集团军、第19集团军）
- 弗雷特-皮科集团军群，后来的巴尔克集团军群[1]（p. 5）（指揮官马克西米利安·弗雷特-皮科，1944年9月中旬由第6集团军与匈牙利第2集团军和第3集团军合并而成，然后从1944年12月下旬到战争结束为巴尔克集团军群）
- 沃勒集团军群（指揮官奧托·沃勒，1944年4月中旬由第8集团军组建，一直存在到1944年12月；下轄罗马尼亚第4集团军和匈牙利第2/第1集团军）

- 霍利特集团军群（指揮官卡爾-阿道夫·霍利特，1943年1月下旬由第17军團总司令部组建，1943年3月更名为第6集团军）

### 领导层变动时的任命
- 冯·魏克斯集团军群（指揮官馬克西米連·馮·魏克斯，1942年6月/7月由第2集团军组建；下轄第4装甲集团军、匈牙利第2集团军）

### 由于部署而指定
- 霍特集团军群（指揮官赫爾曼·霍特，参加斯大林格勒战役，1942年12月至1943年1月，下轄第4装甲集团军）

### 其他集团军群
- A集团军群
- 古德里安集团军群（指揮官海因茨·古德里安，後改編為第2装甲集团军；1941年）
- 鲁奧夫集团军群（指揮官理查德·魯奧夫，第17集团军，罗马尼亚第3集团军；1942年）
- 克莱斯特/劳斯/海因里希集团军群（指揮官埃瓦爾德·馮·克萊斯特、埃哈德·勞斯、哥特哈德·海因里希，下轄第1装甲集团军、第17集团军、匈牙利第1集团军；1942/1944/45）
- 司徒登特集团军群（指揮官庫爾特·斯圖登特，下轄第1伞兵軍團、第15軍團；1944年）
- 布卢门特里特集团军群（指揮官君特·布盧門特里特，1945年）
- 弗里斯纳集团军群（指揮官約翰內斯·弗里斯納，后来的纳尔瓦軍級支隊；1944年）

### 盟國指挥下的集团军
- 安东内斯库集团军群[2]（指揮官揚·安东内斯库，下轄罗马尼亚第3和第4集团军；1941年）
- 杜米特雷斯库集团军群（指揮官彼得·杜米特雷斯庫，1944年4月由南方集团军群和罗马尼亚第3集团军组成）
- 利古里亚集团军群（第14集团军；1944/45）